# Satrapia d'Armènia Occidental
Satrapia d'Armènia Occidental (a vegades també satrapia d'Armènia Menor) fou una subdivisió administrativa de l'Imperi Persa Aquemènida, dins de la satrapia principal d'Armina (Armènia).
A grans trets aquesta sub-satrapia limitava amb el Caucas al nord-est; amb la mar Negra al nord-oest; i amb Armènia (oriental) a l'est. La resta dels límits no es poden definir clarament.